# Cromocene
Il cromocene è il composto metallorganico del cromo con formula  (η5-C5H5)2Cr, generalmente abbreviata come Cp2Cr. È un metallocene, cioè un composto a sandwich di struttura analoga al ferrocene, ma non rispetta la regola dei 18 elettroni, dato che ne ha solo 16. Lo stato di ossidazione formale del cromo è +2. È paramagnetico e fortemente riducente. In condizioni normali è un solido cristallino rosso scuro, e sublima facilmente sotto vuoto, analogamente ad altri metalloceni. Si decompone rapidamente a contatto con aria o acqua. È solubile in solventi organici non polari.
Si prepara da dicloruro di cromo e  ciclopentadienuro di sodio:
CrCl2  +  2NaC5H5  →  Cr(C5H5)2  +  2NaCl
La sintesi è tipicamente condotta in soluzione di tetraidrofurano. La struttura del composto è stata verificata tramite cristallografia a raggi X; la distanza media di legame Cr−C è 215,1 pm.
L'analogo composto decametilcromocene, [η5-C5(CH3)5]2Cr si prepara analogamente da LiC5(CH3)5.
Come in altri metalloceni, anche nel cromocene i leganti  C5H5 possono essere allontanati. Cromocene e gel di silice trattati opportunamente generano un catalizzatore che la Union Carbide utilizza per la polimerizzazione dell'etilene. Il cromocene si decompone sulla superficie del gel di silice formando centri organometallici molto reattivi che sono i responsabili dell'attività catalitica. 

## Sicurezza
I composti di cromo sono tossici, anche se in genere sono i composti di Cr(VI) ad essere considerati più pericolosi, rispetto a quelli in stato di ossidazione minore, come è il cromocene. In ogni caso il cromocene è irritante sia per contatto che per ingestione o inalazione. Le sue proprietà tossicologiche non sono note.